# Pye Hastings
Pour les articles homonymes, voir Hastings.
Julian Frederick Gordon "Pye" Hastings est un musicien britannique né le 21 janvier 1947 à Taminavoulin, Banffshire en Écosse. C'est le guitariste du groupe Caravan et le frère cadet de Jimmy Hastings, il a joué sur tous les albums du groupe sans exception.

## Discographie
Caravan
Solo
- 2017 : From The Half House : Avec Jimmy Hastings, Jan Schelhaas, John Etheridge, Mark Williams.